# Satans bibel
 Der er for få eller ingen kildehenvisninger i denne artikel, hvilket er et problem. Du kan hjælpe ved at angive troværdige kilder til de påstande, som fremføres i artiklen.

Satans Bibel er den danske oversættelse af "The Satanic Bible" (Anton LaVey, 1969), der blev udgivet kort efter oprettelsen af Church of Satan. Bogen skulle fungere som filosofisk manifest og håndbog i den nye kirkes filosofi. Anton LaVey forklarede senere, at bogen skulle hurtigt på markedet, og derfor blev den sammensat i hast. Dette skete blandt andet ved at genbruge meget materiale fra andre forfattere.

## Indhold
Bogen er opdelt i fire dele.

### Antikristent stridsskrift
Den første del kan kaldes et "antikristent stridsskrift", og er stort set en gengivelse af en tekst ved navn "Might is right" ("Magt er ret"), som blev udgivet af en forfatter (sandsynligvis Arthur Desmond; andre mener, det har været Jack London), der skrev under pseudonymet Ragnar Redbeard i 1896. Denne del af bogen retter et kraftigt angreb mod kristendommen og kristen moral. Det fremgår dog af introduktionsteksten, at denne del af bogen ikke skal læses for bogstaveligt, da dens funktion er mere at frigøre læseren for en eventuel undertrykkende tilknytning til kristne idealer og forestillinger, end den er ment som en egentlig filosofisk programerklæring.

### Anden sektion
Den næste sektion af bogen giver en redegørelse for Anton LaVeys filosofi, og forklarer samtidig forskellen mellem Anton LaVeys moderne satanisme og de mest almindelige fordomme om emnet. Fremstillingen af den sataniske filosofi er på mange måder så kortfattet, vag og selvmodsigende, at den lægger op til store frihedsgrader i personlige tolkninger hos den enkelte. Dette passer dog godt med den overordnede filosofiske vinkel, som hylder individets frie vilje. Filosofien sættes dog ikke helt fri, hvilket forhindrer en helt individuel tolkning. Anton LaVey knytter satanismen sammen med et særligt værdisæt, som blandt andet hylder sanserne, følelserne og instinkterne, og afviser det, han ser som kristendommens undertrykkende moral. Filosofien er meget præget af den amerikanske idé om det enkelte individ som sin egen lykkes smed, der i konkurrence med sine omgivelser og uden hjælp tilkæmper sig magt og indflydelse, som så eventuelt kan bruges til at gavne de folk, man selv vælger. Meget af filosofien kan sammenfattes i De Ni Sataniske Erklæringer som er et af Church of Satans centrale dokumenter.

### Magi og ritualer
De sidste to dele af "Satans Bibel" beskriver Anton LaVeys syn på satanisk magi, og indeholder praktiske anvisninger på ritualer. Denne del af bogen er senere blevet suppleret med bogen "Sataniske ritualer", der udkom i 1972.
Der er to måder at forstå den rituelle, sataniske magi på: Enten som et psykodrama, hvor individet får forløsning for undertrykkede følelser eller som en faktisk magisk handling, der skaber direkte resultater.
Den sidste opfattelse er særdeles sjælden blandt danske satanister.
Den rituelle magi kaldes Higher Magick.
Overfor Higher Magick står Lesser Magick. Satans Bibel bruger ikke ret meget tid på denne form for magi.
Der er tale om brugen af manipulation til at opnå sine mål.

## Udvikling
Siden udgivelsen af "Satans Bibel" har Church of Satan i takt med samfundets og gruppens udvikling været nødt til at præcisere sin filosofi på flere punkter. Blandt andet har man slået fast, at gruppen afviser eksistensen af overnaturlige magter, men at Satan bruges symbolsk til at afspejle de værdier, som blandt andet nævnes i "de ni sataniske erklæringer". Ligeledes har man fastslået, at man afviser eksistensen af en menneskelig sjæl og muligheden for et liv efter døden.